# 扎米西克
49°46′54″N 35°33′44″E / 49.78167°N 35.56222°E
扎米斯凱（烏克蘭語：Заміське）是位於烏克蘭東部的村莊，由哈爾科夫州博霍杜希夫區的瓦爾基市鎮負責管轄。該村始建於1700年，面積15.6平方公里，海拔高度184米，2001年人口583，人口密度每平方公里37.3人。